# NGC 2028
NGC 2028 ist ein offener Sternhaufen in der Großen Magellanschen Wolke im Sternbild Mensa. Der Sternhaufen wurde am 24. September 1826 von dem Astronomen James Dunlop entdeckt. Die Entdeckung wurde später im New General Catalogue verzeichnet.